# Fatah al-Islám
Fatah al-Islám (arabsky: فتح الإسلام) je radikální islamistická skupina sunnitských Arabů. Ve své teroristické činnosti se inspirovala skupinou al-Káida Usámy bin Ládina.
Hnutí vzniklo odštěpením od sekulárního hnutí Fatah al-Intifáda, které podporuje Sýrie. Hlavním centrem hnutí je od listopadu 2006 palestinský uprchlický tábor Nahr al-Bárid na severu Libanonu. V něm žije cca 40 000 běženců z území spravované Izraelem. Skupinu vede Palestinec Šakir al-Absí.
Cílem hnutí je vrátit náboženskou složku do boje Palestinců za nezávislost na Izraeli.[zdroj?] V uprchlických táborech v Libanonu uplatňují islámské právo šaría. Provádějí teroristickou činnost, například v únoru 2007 zaútočili na dva minibusy a zabili tři osoby. Zaměřují se zejména na atentáty na vybrané lidi, kteří v Libanonu vystupují proti Sýrii.